# رود وفرجین
رود وفرجین از قلهٔ کلاغ‌لان، کوه الوند در استان همدان سرچشمه می‌گیرد. این رود پس از مشروب کردن زمین‌های اطراف خود سیلاب آن به چراگاه گنج‌تپه منتهی می‌شود. 